# مقياس مقاومة المشعر البيولوجي
مقياس مقاومة المشعر البيولوجي المقيّم BIER' هو إحدى المعدات المستخدمة في تحديد الوقت المطلوب لتقليل الحمل البيولوجي بنسبة 90% (يعرف أيضًا بتقليل لوج 1). وهذا الاسم مشتق من طريقة استخدام الجهاز. وتقيم أوعية المقيم مقاومة المشعرات للتعقيم بالحرارة الرطبة أو ببخار الماء. فمثلاً إذا تحدد أن يكون التقليل بنسبة 90% في 5 دقائق للميكروب المراد تقييمه، فإن زمن الاختزال العشري يضبط على رقم 5. ويتحدد زمن الاختزال العشري وفقًا للحمل الأحيائي عند البدء ونوع الركيزة (المادة التي توضع عليها الأبواغ) والأنواع الميكروبية. تكلف أوعية المقيّم ما يزيد عن 10000 دولار أمريكي ومن ثم يغلب وجودها في أماكن تصنيع المشعرات الأحيائية.